# Дий Снайдър
Дий Снайдър (на английски: Dee Snider) е американски рок певец, композитор, радио водещ и актьор. Най-известен е като вокалист и лидер на хевиметъл групата Туистед Систър. Избран е в листата на музикалното списание Hit Parader – „Топ 100 метъл вокалисти на всички времена“.
Роден в нюйоркския район Астория, Снайдър израства в близкия Балдуин, където завършва гимназия през 1973 г. Като дете пее в църковния хор, както и в хора на гимназията. Също така е избран да вземе участие и в общинската хорова група. В осми клас той вече е член на кавър група на Блек Сабат.
В началото на 1976 г. Дий Снайдър се присъединява към сформираната група Туистед Систър, ставайки едноличен песнописец в групата до днешни дни.

## Проекти

### Групи
- Туистед Систър
- Десперадо
- Уидоумейкър
- S.M.F.
- Bent Brother

### Книги
- Тийнейджърски наръчник за оцеляване от Дий Шнайдер, Doubleday, 1987
- Военни истории на Рокендрола, Pitbull Publishing LLC

### Соло Албуми
- Never Let the Bastards Wear You Down, 2000

### Гост участия
- „Go to Hell“ в Humanary Stew: Трибют към Алис Купър, 1999
- „Go to Hell“ в Welcome to My Nightmare: Сборен състав звезди Трибют към Алис Купър, 1999
- „Eleanor Rigby“ в Eddie Ojeda's Axes 2 Axes, 2005
- „Wasted Years“ в Numbers From The Beast: Сборен състав звезди Трибют към Айрън Мейдън, 2005
- „SCG3 Special Report“ в Lordi: The Arockalypse, 2006
- „Detroit Rock City“ в Spin The Bottle: Сборен състав звезди Трибют към KISS, 2004
- „Howard Stern“ в Sirius, Feb 8, 2006; 2007
- „Saigon Suicide Show“; епизод от телевизионното шоу „The Upright Citizens Brigade“, 1998
- „Handlebar“; епизод от телевизионното шоу „Kitchen Nightmares“, 2008
- „Episode #1.7“; епизод от телевизионното шоу „Z Rock (ZO2)“, 2008
- Monster Circus концерт в Las Vegas Hilton March 19 – 21 & 26 – 28, 200
- Кобра Кай Сезон 3 епизод 5 January 1 2021

### Филмография
- Pee-wee's Big Adventure (1985)
- Private Parts (1997)
- Strangeland (1998)
- Van Helsing's Curse (2004)
- Kiss Loves You (2004)
- Metal: A Headbangers Journey (2005)